# مانوئل تورس (بازیکن فوتبال زاده ۱۹۹۱)
مانوئل تورس (انگلیسی: Manuel Torres؛ زادهٔ ۵ ژانویهٔ ۱۹۹۱) بازیکن فوتبال اهل اسپانیا است.
از باشگاه‌هایی که در آن بازی کرده‌است می‌توان به باشگاه فوتبال کارلسروهه، باشگاه ورزشی رئال مایورکا، باشگاه فوتبال رئال بتیس، باشگاه فوتبال شالکه ۰۴، و باشگاه فوتبال ویارئال اشاره کرد.